# 比利時殖民地
比利時殖民帝國為比利時王國在1901年至1962年間建立的殖民帝國，但版圖並不大。
比利時只有兩個顯著的殖民地，位於中部非洲，分別為比屬剛果（1908年-1960年）和盧安達-烏隆地（1916年-1962年）。在1901年間，比利時也曾在歐洲列強鎮壓滿清義和團運動後于中國天津市建立了租界。

## 比利時殖民地的建立
1885年，歐洲各國舉行了柏林西非會議。德意志帝國在會中同意把剛果交給比利時國王利奧波德二世，作為其私人領地，稱為剛果自由邦。而到了1908年，剛果正式被割讓予比利時，並改稱為比屬剛果。而比屬剛果最富庶的地方——加丹加省也被幾家比利時公司共同開發。此外，比利時也暫時從英屬埃及手中奪得一些土地。
而前德國殖民地德屬東非的盧安達-烏隆地地區則在1916年被比屬剛果所佔領，並於1924年成為比利時的託管地，最後才歸於聯合國保護。
在1901年间，比利时也曾经在歐洲列強镇压义和团运动后，雖然比利時沒有直接派兵加入聯軍，但因清帝國有向比利時宣戰，所以比利時可以于中国天津建立租界，面积740亩。天津比租界是近代中国唯一的比利时租界，也是远东乃至亚洲唯一的比利时领地。由于天津比租界面临财政危机，1927年1月17日，比利时驻华公使洛恩宣布，比利时愿意将天津比租界交还中国，以示友好。1929年8月31日，中比两国签订了交还天津比租界的约章，规定该租界的行政管理权，以及所有租界公产，移交中国政府；而比租界工部局所负的9万3千两白银（包括利息）由中国政府偿还。1931年3月，正式举行交接典礼，天津比租界改为天津特别行政区第四区（特四区）。

## 比利時殖民地的瓦解
1931年天津比租界因為財政危機而交還中華民國，1956年丹吉爾國際區交還摩洛哥。比屬剛果趁剛果危機發生，在1960年6月30日取得獨立。而盧安達-烏隆地則在1962年成為盧安達共和國和蒲隆地共和國兩個獨立國家。但比利時政府卻仍然在這三個獨立國家取得一定的政治和經濟上的影響力，與薩伊（今刚果民主共和国）、盧旺達和布隆迪仍保持了特殊的關係；此外，按照1984年訂立的新版《比利時國籍法》，於上述三個國家獨立前在當地出生者，均可獲比利時國籍，並可於特定條件下傳予後代。
比利時在這兩個國家獨立後，其「殖民帝國」也隨之而瓦解。

## 比利時殖民地範圍
非洲
- 比属剛果
- 盧安達-烏隆地
- 丹吉爾國際區

亞洲
- 天津比租界